# Organismos Sidirodromon Ellados
De Organismos Sidirodromon Ellados (Grieks: ΟΣΕ, Οργανισμός Σιδηροδρόμων Ελλάδος) of Griekse staatsspoorwegen is de nationale spoorwegbeheerder van Griekenland. Deze zijn eigenaar en beheerder van alle spoorlijnen in Griekenland.

## Financiële situatie
De financiële situatie van OSE is in 2013 buitengewoon somber. Het bedrijf lijdt een dagelijks verlies van ongeveer 3,8 miljoen $. Deze schulden zijn opgelopen tot een totaal van 13 miljard $, gelijk aan ongeveer 5% van het Griekse BBP (2010). Het grootste deel van deze schulden moet rond 2014 worden afgelost. Alleen al in 2008 rapporteerde het bedrijf een verlies van meer dan $ 1 miljard, tegen inkomsten van ongeveer $ 253 miljoen. Werknemers hebben het afgelopen decennium geprofiteerd van politiek geïnspireerde loonsverhogingen. Tussen 2000 en 2009 zijn de loonkosten van OSE met 50 procent gestegen, terwijl de hoeveelheid personeel met 30% afnam. Het gemiddelde salaris van een spoorwerknemer bedraagt meer dan 78.000 dollar. In de bergachtige Peloponnesos worden treinen bemand door machinisten die soms 130.000 dollar per jaar verdienen, terwijl de treinen vaak leeg rondrijden. In het grootste deel van het laatste decennium heeft Griekenland borg gestaan voor leningen aan OSE, waardoor de maatschappij miljarden kon blijven lenen hoewel het toen al driemaal zoveel betaalde aan rentelasten dan er aan inkomsten binnenkwam. Omdat de schuld van staatsbedrijven niet werd meegeteld bij de officiële staatsschuld van Griekenland, is het land in staat geweest om via OSE niet-rendabele werkgelegenheid te ondersteunen, terwijl de kosten daarvan onzichtbaar bleven; eigenlijk een boekhoudkundige truc om schuld te verbergen. De Griekse regering is zich ervan bewust dat alleen de sluiting van een groot aantal verliesgevende routes en massale afvloeiing van personeel (tussen 2500 tot 3500 van de 7000 medewerkers) OSE aantrekkelijk zal maken voor buitenlandse investeerders. Maar de Spoorwegvakbond verzet zich tegen privatisering en dreigt met stakingen als banen en betalingsregelingen worden bedreigd. Echter zijn sinds 2010 inderdaad sommige lijnen gesloten.

## Materieel

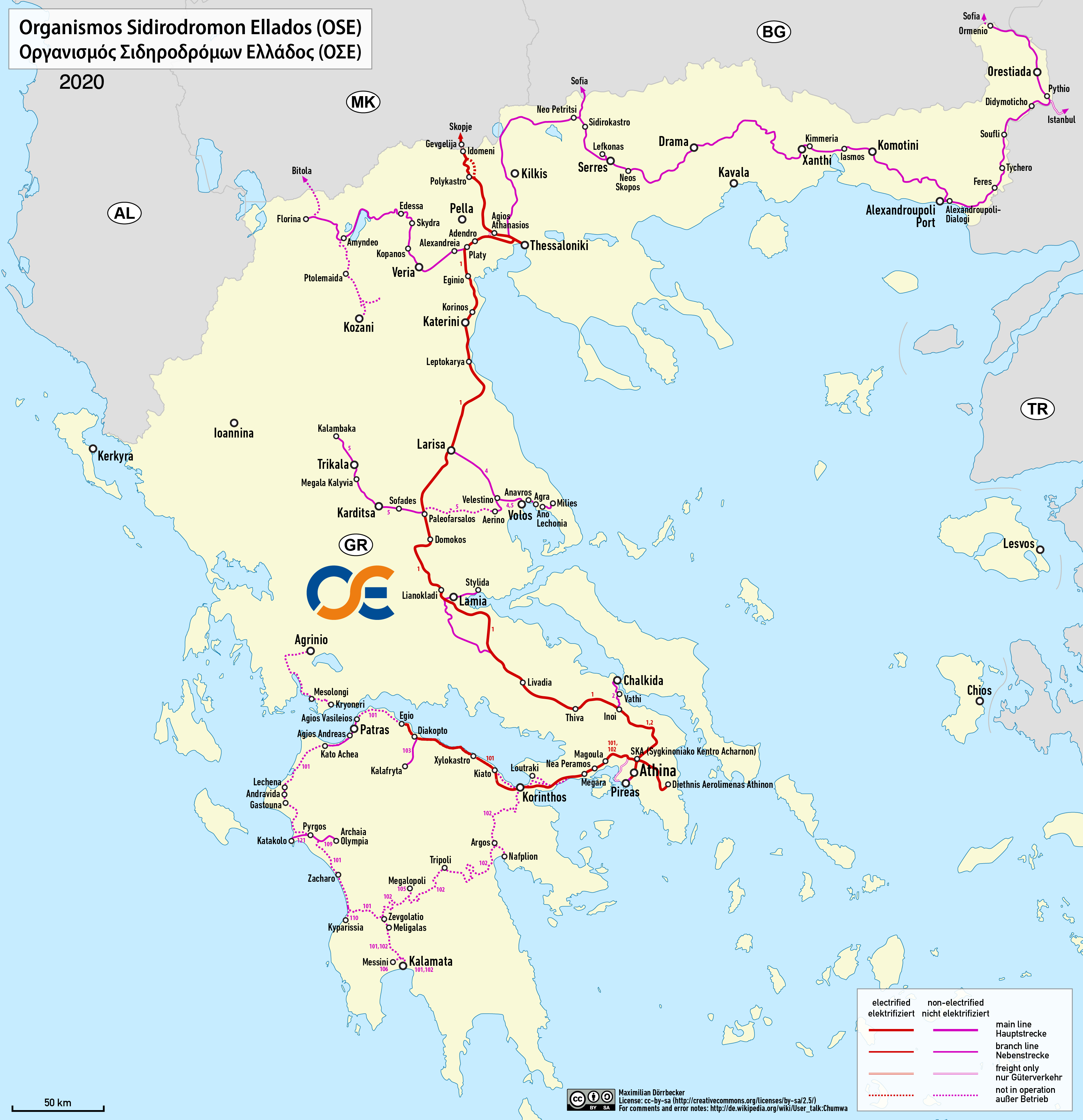
OSE netkaart

#### Normaalspoor
Elektrische treinstellen:
- serie 460 (Desiro normaalspoor)

Diesel treinstellen:
- serie 560 (GTW normaalspoor)
- serie 660 (Desiro normaalspoor: tijdelijk tussen 2006 en 2008)

#### Smalspoor
Diesel treinstellen:
- serie 4500 (GTW smalspoor 1000 mm)
- serie 3107-3110 (speciaal smalspoor 750 mm)